# Джонстон-Барт, Хьюго
Хью́го Джо́нстон-Барт (англ. Hugo Johnstone-Burt; род. 1987/1988, Эдинбург, Шотландия) — австралийский актёр шотландского происхождения. Наиболее известен по роли Бена Тейлора в фильме «Разлом Сан-Андреас» и роли Ральфа в фильме «Богиня».

## Биография
Джонстон-Барт родился в Эдинбурге, Шотландия. Он переехал в Сидней, когда ему было два года. Его родители оба служили в ВМФ. Брат служит в армии, а сестра работает адвокатом. Хьюго обучался в «Barker College», но оставил его ради карьеры актёра. В возрасте 18 лет прослушивался в Национальный Институт Драматического Искусства. Тем не менее, ему сказали, что он слишком молод для поступления. После этого отправился путешествовать.
После возвращения в Австралию, Хьюго снова решил попробовать поступить в институт, и в этот раз его взяли. Он закончил его в 2009 году. Сыграл в пьесе «Как важно быть серьёзным» в роли Джека.

## Карьера
Хьюго сыграл в эпизодах таких телесериалов как «Морской патруль» и «Рейк». В 2010 году сыграл главную роль в фильме «Перед дождем». В том же году появился в эпизоде «Underbelly: The Golden Mile» телесериала «Криминальная Австралия». За эту роль он был номинирован на премию «Inside Film Awards» в категории «Out of the Box».
За неделю до окончания института, Хьюго сыграл в мини-сериале «Улица облаков». За эту роль он был номинирован на премию «ASTRA Awards» в категориях «Лучший новый талант» и «Наиболее выдающиеся результаты».
В 2012 году появился в фильме «Небрежная любовь» в роли Сиба. Периодически он ездил в Голливуд, где прослушивался на различные предстоящие фильмы и телесериалы. С 2012 по 2015 год снимался в телесериале «Леди-детектив мисс Фрайни Фишер», где играл роль констебля Хью Коллинза. В том же году снялся в пяти эпизодах телесериала «Хитрый бизнес». С 2012 по 2013 год снимался в телесериале «Домой и в путь». Он также появился в фильме «Богиня», вместе с Магдой Шубански.
В 2015 году снялся в фильме «Разлом Сан-Андреас», совместно с Дуэйном Джонсоном, Карлой Гуджино и Александрой Даддарио.
С 2016 года снимается в телесериале «The Wrong Girl».

## Личная жизнь
С 2016 года Джонстон-Берт  в отношениях с репортером «Nine News» Джули Снук .

## Фильмография
| Год       |     | Русское название                | Оригинальное название          | Роль           |
| --------- | --- | ------------------------------- | ------------------------------ | -------------- |
| 2009      | кор | Никки Два Тона                  | Nicky Two-Tone                 | Никии          |
| 2010      | кор |                                 | Feeling Lucky                  | Тед            |
| 2010      | ф   | Перед дождём                    | Before the Rain                | Никки Два Тона |
| 2010      | с   | Криминальная Австралия          | Underbelly: The Golden Mile    | Адам Эндрюс    |
| 2010      | кор |                                 | Search                         | Дейв           |
| 2010      | с   | Рейк                            | Rake                           | Тревис Таннер  |
| 2011      | с   | Морской патруль                 | Sea Patrol                     | Кори Макгинли  |
| 2011      | с   | Улица облаков                   | Cloudstreet                    | Fish Lamb      |
| 2012      | ф   | Небрежная любовь                | Careless Love                  | Сиб            |
| 2012—2015 | с   | Леди-детектив мисс Фрайни Фишер | Miss Fisher's Murder Mysteries | Хью Коллинз    |
| 2012      | с   | Хитрый бизнес                   | Tricky Business                | Алекс Руден    |
| 2012—2013 | с   | Домой и в путь                  | Home and Away                  | Джейми Шарп    |
| 2013      | ф   | Богиня                          | Goddess                        | Ральф          |
| 2013      | с   | Танцевальная академия           | Dance Academy                  | Ник            |
| 2015      | ф   | Разлом Сан-Андреас              | San Andreas                    | Бен Тэйлор     |
| 2016      | с   |                                 | The Wrong Girl                 | Винсент        |